# Bordelumer Heide und Langenhorner Heide mit Umgebung
Die Bordelumer Heide und Langenhorner Heide mit Umgebung ist ein Naturschutzgebiet in den schleswig-holsteinischen Gemeinden Bordelum und Langenhorn im Kreis Nordfriesland.

## Allgemeines
Das rund 198 Hektar große Naturschutzgebiet ist unter der Nummer 26 in das Verzeichnis der Naturschutzgebiete des Ministeriums für Energiewende, Landwirtschaft, Umwelt, Natur und Digitalisierung eingetragen. Es wurde 1991 ausgewiesen (Datum der Verordnung: 16. Dezember 1991). Das Naturschutzgebiet ersetzt das 1938 ausgewiesene Naturschutzgebiet „Bordelumer Heide“. Es ist nahezu deckungsgleich mit dem 201 Hektar großen FFH-Gebiet „NSG Bordelumer Heide und Langenhorner Heide mit Umgebung“. Zuständige untere Naturschutzbehörde ist der Kreis Nordfriesland. Die Betreuung des Naturschutzgebietes erfolgt durch die Schleswig-Holsteinischen Landesforsten.

## Beschreibung
Das aus drei Teilflächen bestehende Naturschutzgebiet liegt nordöstlich von Bredstedt. Die Bordelumer Heide liegt östlich der Marschbahn, die Langenhorner Heide westlich der Bundesstraße 5. Die dritte Teilfläche liegt zwischen der Bundesstraße und der Bahntrasse und verbindet die beiden Heideflächen im Süden. Westlich der Marschbahn schließt sich nach Süden das Landschaftsschutzgebiet „Stollberg“ an.
Das Naturschutzgebiet sichert zwei zusammenhängende Heide-Wald-Lebensräume auf einem Altmoränenstandort. Beide Teilflächen werden in erster Linie von Heideflächen eingenommen, an die sich Wald- und teilweise Wiesenflächen anschließen. Die Heidebereiche stellen sich teilweise als Sandheide, teilweise als Feuchtheide dar. Im Naturschutzgebiet befinden sich mehrere Teiche und Heideweiher. Mehrere der Teiche wurden für die Fischzucht künstlich angelegt. Die von Schilfzonen umgebenen Teiche werden nicht mehr bewirtschaftet und dienen als Lebensraum für Amphibien und Libellen. Im Naturschutzgebiet sind unter anderem Knoblauchkröte, Moorfrosch, Schlingnatter sowie Große Moosjungfer und Grüne Mosaikjungfer heimisch.
Durch das Naturschutzgebiet verläuft ein Rundwanderweg mit Schautafeln und einem Heidelehrpfad. Von der Aussichtsplattform des auf dem gut einen Kilometer südlich liegenden Stollberg stehenden Senders Bredstedt ist die Landschaft gut zu überblicken. Der Naturerlebnisraum Stollberg schließt sich direkt an die Teilfläche „Langenhorner Heide“ an.

## Sonstiges
Im Oktober 2013 wurde ein großer Teil des Baumbestandes durch den Orkan „Christian“ zerstört.